# Keleli
Keleli, auch kǝlǝli, kelleli, kalali, ist eine zweisaitige, selten dreisaitige gezupfte Binnenspießlaute der Teda im Norden des Tschad. Die Teda sind zusammen mit den Daza unter der Fremdbezeichnung Tubu bekannt. Die aus einem meist mit Kamelhaut bespannten emaillierten Blechtopf als Resonanzkörper bestehende keleli und die ebensolche einsaitige Fiedel kiiki sind die hauptsächlichen traditionellen Musikinstrumente der jungen Männer, die zu ihrer Unterhaltung einfache Tonfolgen spielen. Musikalisch unterscheidet sich die keleli von den anderen in West- und Nordafrika weit verbreiteten Binnenspießlauten dadurch, dass sie traditionell nur von Amateurmusikern, ausschließlich instrumental und nicht zur Gesangsbegleitung verwendet wird.

## Herkunft und Verbreitung

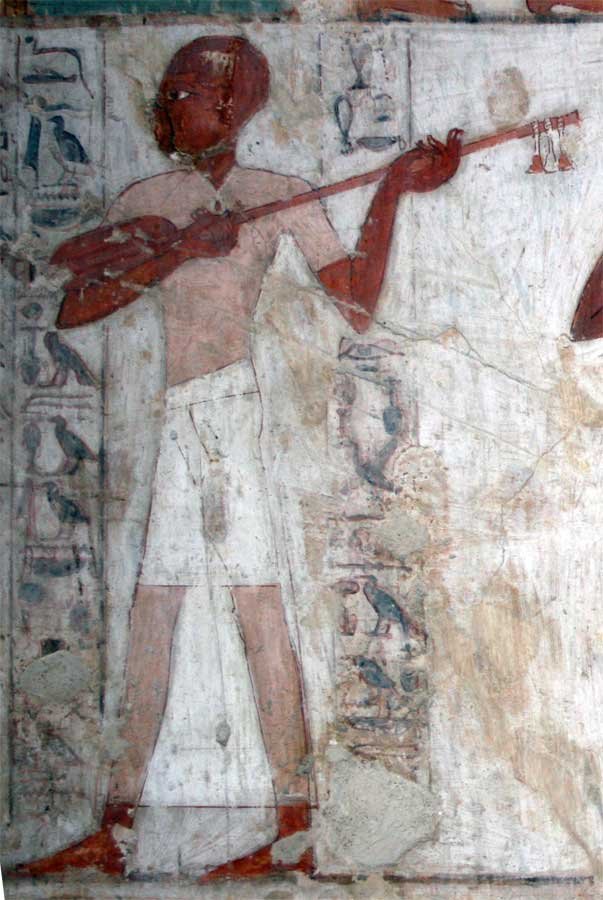
Langhalslautenspieler in der Grabkapelle des Rechmire. Wandmalerei aus der 18. Dynastie, 15. Jahrhundert v. Chr.

Langhalslauten, genauer Stiellauten mit langem Hals, sind älter als Kurzhalslauten und haben ihren Ursprung mutmaßlich in Westasien. Von dort gelangten sie mit den Hyksos (17./16. Jahrhundert v. Chr.) nach Ägypten. Im Neuen Reich (1550 bis 1070 v. Chr.) wurden Langhalslauten häufig bei Bankettszenen und rituellen Prozessionen abgebildet. Diese gehörten typologisch wohl wie viele heutige afrikanische Lauten zu den Spießlauten, bei denen ein schlanker Hals mit seiner Fortsetzung durch den Resonanzkörper hindurch gesteckt ist oder über den Rand hinwegführt. Im Alten Ägypten waren auch die beiden heute in Westafrika vorkommenden Korpusformen der Spießlauten langoval (aus Holz geschnitzt) und kreisrund (damals meist aus einem Schildkrötenpanzer bestehend) vertreten. Der runde Halsstab diente zugleich als Griffbrett, das auf einigen altägyptischen Darstellungen Bünde besitzt. Die wenigen erhaltenen altägyptischen Lauten lassen hingegen keine Bünde erkennen, sie zeigen aber, dass die Saiten am oberen Ende nicht an Wirbeln, sondern an Schnurwicklungen direkt am Halsstab festgebunden waren, wie es bis heute bei der keleli und anderen afrikanischen Spießlauten praktiziert wird. Die nach der Zeitenwende, in der koptischen Zeit gebauten Halslauten, bei denen Korpus und Hals aus einem Block geschnitzt sind, besitzen Wirbel.
Manche altägyptische Langhalslauten könnten auch zum Typus der Binnenspießlauten gehört haben, bei denen der Halsstab lediglich in den Resonanzkörper eingesteckt ist und kurz vor der gegenüberliegenden Seite endet. Diese Form wird bei der Beschreibung von zwei in Teilen erhaltenen Schalenspießlauten mit einem birnenförmigen Korpus aus der pharaonischen Spätzeit (um 700 v. Chr.) diskutiert. Die Instrumente mit ihren durch Querhölzer gestützt auf dem Schalenrand liegenden Stielen können je nach deren Positionierung – indem sie ein wenig nach unten oder oben geschoben werden – als Spießlaute oder Binnenspießlaute rekonstruiert werden, wobei Ricardo Eichmann (1987) sich für letzteres ausspricht und eine Verbindung zur heutigen marokkanischen Binnenspießlaute gimbri (gunbrī) für möglich hält. Somit verweisen diese beiden Lautenfunde auf den Beginn zweier Lautentypen, die in ganz Nordafrika und am Südrand der Sahara von der Westküste bis nach Ostafrika verbreitet sind.
Henry George Farmer (1928) erkennt bereits den altägyptischen Ursprung für die zwar nicht in der klassischen arabischen Musik, aber dafür in der Volksmusik ganz Nordafrikas verbreiteten „primitiven Lauten“, die er unter dem Wortumfeld von gunbrī zusammenfasst. Unter diesem Namen beschreibt er die unterschiedlichen Spießlauten und Binnenspießlauten als eine Instrumentengruppe, die nach seiner Ansicht bereits vorhanden war, als die Araber um 700 den Maghreb eroberten. Gimbri (oder gunbrī) ist für Binnenspießlauten in den Ländern des Maghreb gebräuchlich, der Typus ist darüber hinaus in der westafrikanischen Sahara und Savannenregion weit verbreitet. Hierzu gehört etwa die tidinit in Mauretanien, die xalam der Wolof im Senegal, die tahardent der Tuareg und die garaya der Hausa in Nigeria. Alle afrikanischen Binnenspießlauten sind Zupfinstrumente, während Spießlauten gezupft oder mit einem Bogen gestrichen werden.
Auf welcher Route die Spießlauten/Binnenspießlauten von Ägypten nach Westafrika und in den Maghreb gelangten, lässt sich nur vermuten. Wahrscheinlich breiteten sie sich nicht auf dem direkten Weg entlang der nordafrikanischen Küste aus, sondern wurden zunächst den Nil aufwärts nach Nubien und weiter auf einer südlichen Route nach Westafrika gebracht. Laut mündlicher Überlieferung der Soninke soll es Spießlauten im mittelalterlichen Reich von Ghana, das ab dem 11. Jahrhundert allmählich zerfiel, gegeben haben.
Erstmals schriftlich belegt ist die Binnenspießlaute mit dem Namen qanābir (Plural von qunbarā, entsprechend Singular gunbrī, Plural ganābir) bei Ibn Battuta (1304–1377) im Malireich, das er 1352 bereiste. Ibn Battuta zufolge bestand die in der höfischen Musik des Sultans von Mali eingesetzte Laute aus Gold und Silber. Eine Etymologie, die Farmer erwähnt, wird als ein Beleg für die Ausbreitung der Binnenspießlaute von Westafrika durch die Sahara nach Marokko herangezogen. Demnach lässt sich der von den Berbern im Maghreb verwendete Name gunbrī für eine meist dreisaitige Laute mit einem kastenförmigen Korpus auf gunāwī oder ginīāwī, „von den Schwarzen“, herleiten. Tatsächlich wird die gunbrī (gimbri) in Marokko bevorzugt von den Gnawa mit schwarzafrikanischer Herkunft gespielt. Eine kleinere Version der Laute mit einem ungefähr birnenförmigen Korpus und meist zwei Saiten ist die von Arabern und Berbern in Marokko gespielte gunibri, die im Unterschied zur gimbri hölzerne Stimmwirbel besitzt und damit dem orientalischen Lautentyp tanbur näher ist. 
Dass der einfachere Typ der Binnenspießlaute mit am Hals angebundenen Saiten aus dem Süden der Sahara in den Maghreb gelangte, wird ferner dadurch plausibel, dass die gimbri in Marokko weit häufiger vorkommt als in Algerien und Tunesien und nach Auffassung von Algeriern aus dem Westen (Marokko) eingeführt wurde. Außerdem ist dieser Lautentyp mit einem trogförmigen, aus einem Holzblock geschnitzten Korpus an der übrigen nordafrikanischen Küste bis in die heutige Zeit unbekannt.

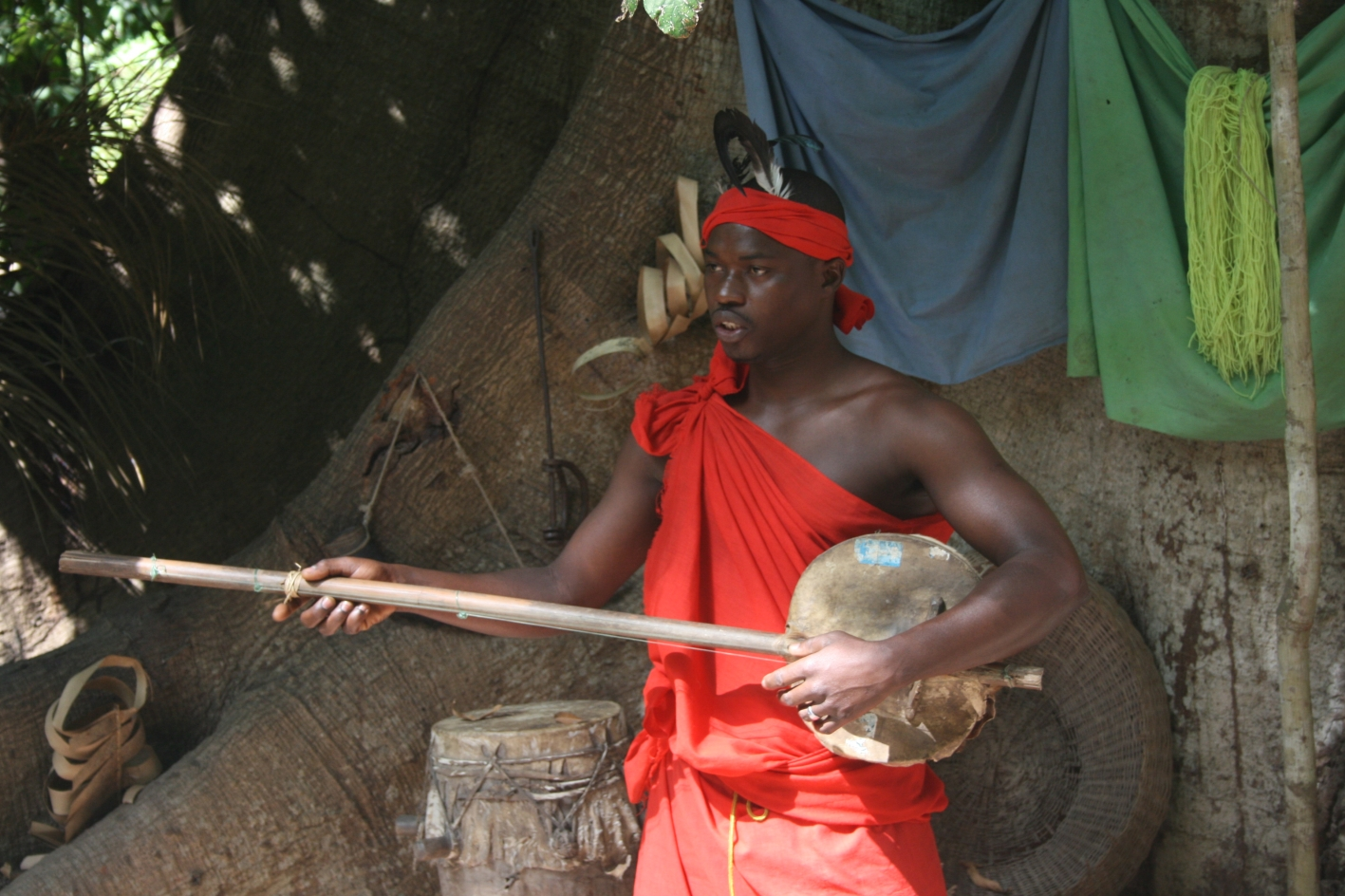
Spießlaute akonting der Diola in der Casamance, eine mutmaßliche Vorläuferin des Banjos. Der Halsstab führt unter der Decke hindurch und liegt auf beiden Rändern des Korpus auf.

Aus diesem Grund und weil der gimbri-Typ stattdessen in Westafrika weit verbreitet ist, vertritt Roger Blench (1984) andersherum die Meinung, dieser könnte von Westafrika aus ins Alte Ägypten gelangt sein. Später sei die Popularität der gimbri-Lauten an der afrikanischen Nordküste und im Alten Ägypten zurückgegangen und deshalb seien diese heute nur noch südlich der Sahara in Westafrika anzutreffen. Blench unterscheidet hierbei den trogförmigen gimbri-Typ von den mit den Hyksos ins Alte Ägypten gelangten Spießlauten mit einem runden (schalenförmigen) oder birnenförmigen Resonanzkörper, letztere könnten somit die direkten Vorläufer der gunibri gewesen sein.
Westafrikanische Spießlauten lassen sich nach drei Kriterien unterscheiden: 
1. Nach ihrer Korpusform: rechteckig oder birnenförmig aus einem Holzblock geschnitzt gegenüber kreisrund aus einer Kalebassenhalbschale oder wie bei der keleli aus einem Blechtopf,
2. nach der unteren Saitenbefestigung: als Spießlaute oder Binnenspießlaute und
3. nach der sozialen Schicht: entweder von meist muslimischen Berufsmusikern und Preisliedsängern (allgemein Griot) oder ohne Einschränkung von jedem Musiker gespielt. Einen Preisliedsänger mit Laute sah Ibn Battuta 1352 in Begleitung des Herrschers von Mali.[11]

Das soziale Kriterium und die Formkriterien hängen in einem hohen Maß miteinander zusammen, denn die Binnenspießlauten mit einem fächerförmig ausgebildetem Steg und einem trogförmigen Korpus aus einer Holzschale (traditionelle Form der ngoni) werden fast nur von muslimischen Berufsmusikern aus Musikerkasten gespielt, weshalb Außenstehende auch die allgemeine Bezeichnung „Griot-Laute“ verwenden. Keine „Griot-Lauten“ sind etwa die Binnenspießlaute molo der Hausa mit einem ovalen trogförmigen Korpus, aber einem zylindrischen Steg auf der Hautdecke, die kwamsa im nigerianischen Bundesstaat Sokoto mit einem kreisrunden Korpus aus einer Kalebasse und einem zylindrischen Steg, und die keleli mit ihrem kreisrunden Korpus meist aus Metall.

## Bauform

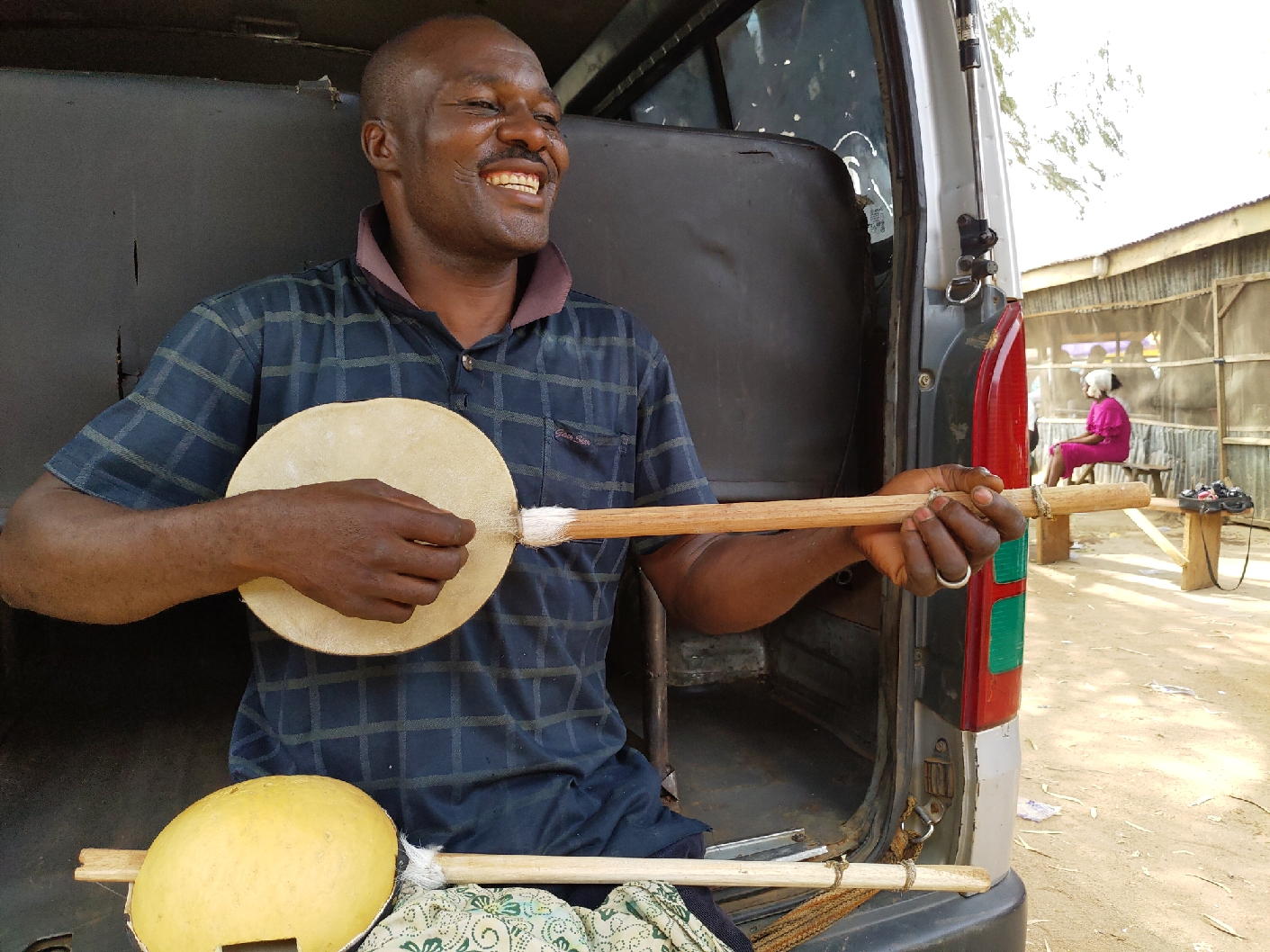
Formähnliche Binnenspießlaute garaya der Hausa in Nigeria mit einer Kalebassenhalbschale als Korpus und zwei Saiten

Die keleli gehört instrumentenkundlich zu den Binnenspießlauten (englisch half-spiked lute oder internal spike lute), eine Kategorie, die in der ursprünglichen Hornbostel-Sachs-Systematik von 1914 fehlt und die erst später zu den Spießlauten (321.31) und Halslauten (321.32) als Gruppe (321.33) ergänzt wurde. Anders als es die Bezeichnung vermuten lässt und es beim durch den Korpus gesteckten Halsstab der Spießlauten der Fall ist, führt der Saitenträger nicht durch eine Bohrung in den Korpus hinein, sondern liegt lediglich am oberen Korpusrand auf und verläuft unter der Hautdecke bis kurz vor den unteren Rand.
Ihre Instrumente stellen die Musiker der Teda üblicherweise selbst her. Der kreisrunde Korpus besteht meist aus einer emaillierten Blechschüssel, früher auch aus einer Kalebassenhalbschale oder aus einer Holzschale, wie Charles Le Cœur in den 1930er Jahren beobachtete. Die früher als Küchengeschirr verwendeten Holzschalen (vgl. die mauretanische Speiseschüssel gdah) wurden überall durch Blechschüsseln ersetzt. Ihr Durchmesser beträgt etwa 20 bis höchstens 25 Zentimeter. 
Der Saitenträger besteht aus der verholzten Blattrippe einer Dattelpalme, die einen flachen ovalen Querschnitt hat, ersatzweise aus einer Akazienwurzel. Als Decke dient meist eine Kamelhaut (ersatzweise eine Ziegen-, Gazellen- oder Rindshaut), die in frischem weichem Zustand über die Öffnung der Schale gelegt und mit etwa 3 Zentimetern Überstand mit einem Messer ausgeschnitten wird. Aus der übrigen Kamelhaut ausgeschnittene schmale Streifen werden spiralförmig zu einem Ring gewickelt, der um den Topfboden gelegt als Widerlager dient, um die Membranhaut zu verspannen. Dies geschieht mit weiteren Hautstreifen, die X-förmig zwischen Einschnitten am Rand der Membranhaut und dem Hautring hindurchgezogen und mehrfach durch Verknotungen untereinander gestrafft werden. Als Nächstes wird an drei Seiten ein rechteckiges Loch von etwa 3 × 5 Zentimetern am Rand der Decke eingeschnitten und das ausgelöste Hautstück zur Mitte umgeklappt. Hier endet der 50 bis 60 Zentimeter lange Saitenträger, der durch einen Schlitz am gegenüberliegenden Rand unter der Decke durchgeschoben wurde. Ein kleiner Rundstab (Zweig), der als Steg dient, wird am Rand des Lochs durch das um ihn gerollte Hautstück in seiner Position fixiert. Ein unter dem zugespitzten Ende des Saitenträgers durchgeschobenes Holz sichert die Konstruktion provisorisch, bis die Hautdecke nach einigen Tagen an der Sonne getrocknet ist. Dann ist sie straff und fest. Haarreste werden mit dem Messer abgeschabt.
Die danach aufgezogenen Saiten sichern die Lage des Saitenträgers. Sie werden an dessen spitzem Fortsatz unter der Decke festgebunden und verlaufen über den flachen Steg bis zu Wicklungen von dünnen Tiersehnen (Ziege oder Gazelle) am oberen Ende. Die Anbindung der Saiten durch Sehnen oder Hautstreifen ist die gegenüber der Befestigung an Wirbeln ältere Methode, die seit altägyptischer Zeit gebräuchlich ist. Sie ist auch bei anderen Binnenspießlauten in der Sahelzone, etwa der garaya, der tidinit und bei gestrichenen Spießlauten wie der imzad üblich, während die nordafrikanischen Lauten (gimbri) Wirbel besitzen.
Der Saitenträger ist nur an einer Stelle, am oberen Rand, mit dem Resonanzkörper in Kontakt. Seine Lage ist durch die die Fixierung am Steg über die Membran stabil. Der Durchmesser des Stegs und die Größe der Öffnung in der Membran tragen wesentlich zur Klangcharakteristik bei. Einen mit Membranhaut umwickelten Holzstab als Steg besitzen unter anderem auch die molo oder garaya der Hausa in Nigeria, die Binnenspießlauten der Yoruba und Berom in Nigeria sowie die mauretanische tidinit.
Üblich sind heute zwei Saiten aus Nylon anstelle der früher verwendeten Sehnen einer Ziege oder Gazelle. Etwa in der Mitte des Saitenträgers befestigen die Tebu, falls sie für eine Melodie benötigt wird, an einer Wicklung eine abnehmbare dritte Saite. Die ansonsten gleiche chegeni (cegeni) der mit den Tebu verwandten Daza (Dazaga-Sprecher) hat drei Saiten. Bei den ebenfalls Dazaga sprechenden Kreda heißt diese Laute tullo, denn als chegeni bezeichnen die Kreda ihre Fiedel. Die wesentlich kürzere dritte Saite bei den Daza wird beim Spiel zwischendurch unverkürzt als Bordun gezupft. Die beiden Saiten sind im Abstand einer Terz gestimmt, die dritte Saite – falls vorhanden – erklingt eine Oktave über der tiefsten Saite. Für sie wird die französische Bezeichnung chanterelle verwendet, die Tedu nennen den von ihr hervorgebrachten hohen Ton ting. Die östlich des Tschadsees lebenden Kanembu verwenden eine zweisaitige Laute. Zum Stimmen verschiebt der Musiker die Sehnenwicklungen am Hals. Da die Saitenspannung allmählich nachlässt, muss der Musiker sein Spiel in gewissen Abständen unterbrechen und nachstimmen. Der durch den Wuchs des Palmblattes leicht gebogene Saitenträger dient als Griffbrett.
Die Herstellung der einsaitigen Fiedel kiiki geschieht ähnlich. Auch ihre Decke besteht aus einer rohen Haut, die zunächst nur grob mit dem Messer geschabt wurde. Im Unterschied zur Zupflaute führt die Saite der Fiedel von der Spitze des Saitenträgers über einen im oberen Bereich auf der Decke aufgestellten V-förmigen Steg, der aus der Gabelung eines Zweiges besteht.

## Spielweise

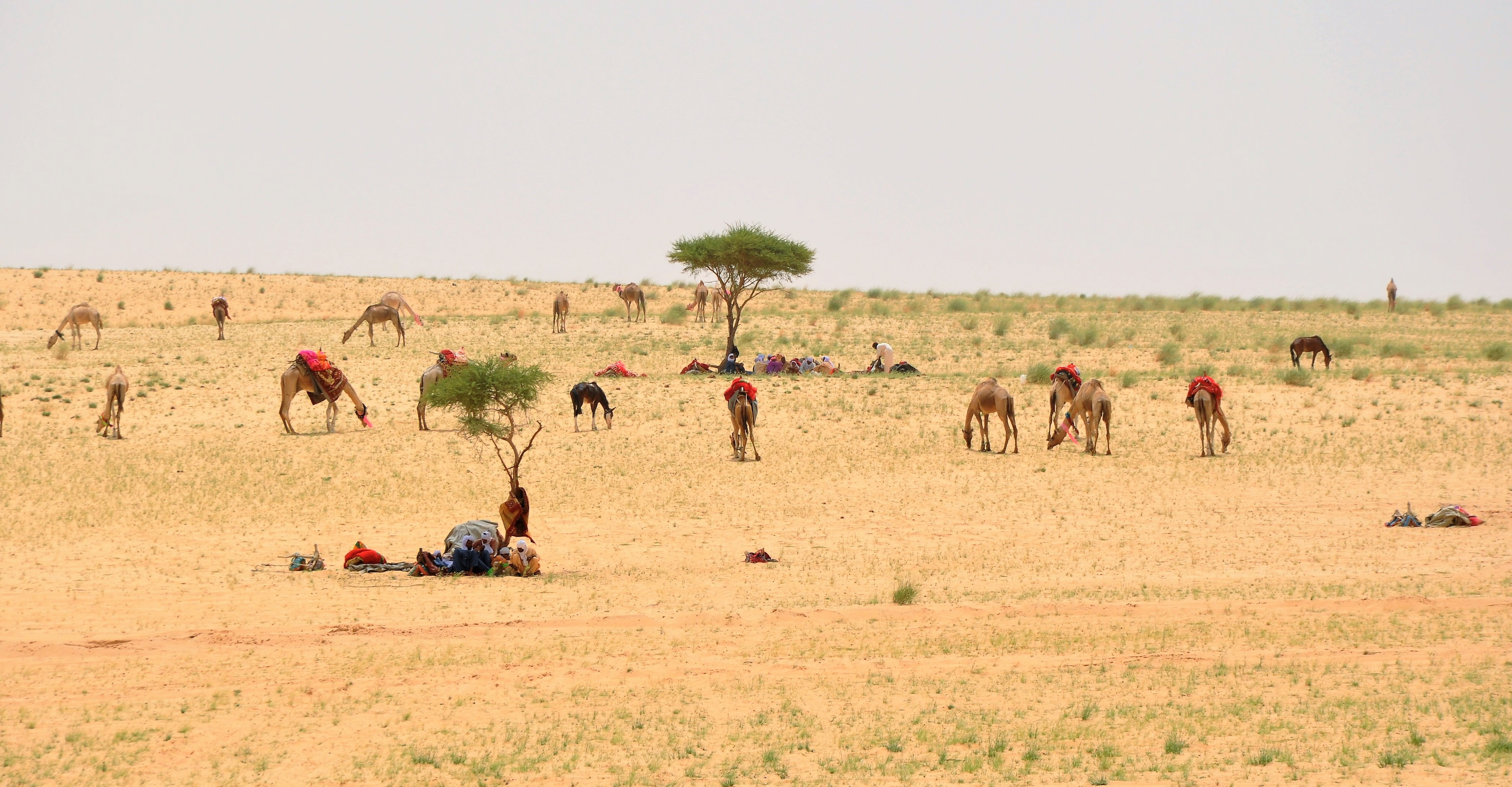
Tubu rasten mit ihren Kamelen im Departement N’Gourti im Südosten des Niger an der Grenze zum Tschad.

Die in der Bergregion Tibesti lebenden Teda (Eigenbezeichnung der dortigen Tubu) sind halbnomadische Viehhirten und Muslime. Sie sprechen mit Tedaga eine saharanische Sprache, wodurch sie sich sprachlich von der Tuareg, Berbern und Arabern der Region unterscheiden und als die „schwarzen Nomaden der Sahara“ gelten. Ihre Gesellschaft ist zum einen in mehrere Clans und zum anderen in die Mehrheit der Teda, ehemalige Gefangene und in die Gruppe der allgemein randständigen Schmiede (Tedaga aze, Plural aza) unterteilt. Hiermit und mit einem strikten Verständnis von Geschlechterrollen sind einige gesellschaftliche Tabus verbunden, zu denen auch strikte Regeln für die Musizierpraxis gehören. Für Männer kreist die Musik um die Saiteninstrumente keleli und kiiki, während junge Frauen im Chor singen und tanzen. Frauen dürfen dazu mit den Händen klatschen, aber keine Musikinstrumente spielen. Männer singen höchstens, wenn sie in kleinen Gruppen unter sich sind. In der Öffentlichkeit vor Frauen zu singen, wäre für einen Mann unangebracht.
Die keleli wird von Jungen nach der Beschneidung und von erwachsenen Männern bis ins mittlere Alter, von älteren Männern jedoch nicht gespielt. Die Beschneidung markiert einen gesellschaftlichen Übergang, zu dem beispielsweise auch gehört, dass die zum Viehhüten angestellten Jungen Vögel jagen und essen dürfen, während Erwachsenen der Verzehr von Vögeln und anderen kleinen Tieren verboten ist. Die Jungen locken die Vögel mit besonderen Vogelfangliedern an, die Erwachsene nicht singen. Eine keleli wird nicht herumgereicht, sie ist das persönliche Musikinstrument desjenigen, der es hergestellt hat und der es spielt. Die Laute wird auch nicht verkauft, höchstens gelegentlich als Geschenk weitergegeben. 
Der im Schneidersitz sitzende oder in einer bequemen halb-liegenden Position auf einen Ellbogen gestützte junge Musiker hält die keleli ungefähr waagrecht vor sich mit dem Resonanzkörper auf den Boden oder seinen Fuß gelegt. Mit der linken Hand verkürzt er die Saiten am Hals und zupft sie mit den Fingern der rechten Hand ohne Plektrum. Die keleli wird meist solistisch gespielt, manchmal summt der Musiker einen leisen Bordunton, zischt einen kurzen Laut („dschak“) oder flüstert einen Text dazu. Als rhythmische Ergänzung kann ein zweiter Musiker mit den Händen eine umgedrehte Blechschüssel schlagen. Eine vergleichbare Kombination ist das Zusammenspiel der dreisaitigen Binnenspießlaute moolooru und der perkussiv verwendeten Kalebassenhalbschale tummude bei den Fulbe im Niger, das Fritz Bauer als Leiter der Niger-Benue-Tschadsee-Expedition 1902/03 in einem Bild dokumentierte.
Die Jugendlichen erlernen durch Zuhören und Nachahmen ein bestimmtes Repertoire, das aus einfachen, sich wiederholenden Melodiefolgen besteht, die um wenige Töne kreisen. Die meisten Lieder werden auf der zweisaitigen und nur wenige, die für die Daza typisch sind, auf der mit drei Saiten bezogenen Laute gespielt. In den 1960er Jahren wurde ein Bestand von lediglich 14 Liedern bei den Teda erfasst, während für die Daza keine Untersuchung vorliegt.
Eingesetzt wird die keleli traditionell im Zeltlager und draußen beim Viehhüten auf der Weide, tagsüber und vor allem abends. Die keleli ist für den Spieler ein Mittel, um seine Gefühle auszudrücken. Die musikalischen Phrasen werden wie ein sprachlicher Ausdruck aufgefasst, der etwa die Schönheit eines Mädchens beschreibt. Die musikalische Bedeutung bleibt jedoch stets diskret und in der Nähe anwesende Frauen haben sich eine „Haltung des absichtsvollen Unaufmerksamseins“ angewöhnt.
Neben den Saiteninstrumenten spielen die Männer drei verschiedene zweifellige Röhrentrommeln aus Holz. Die teilweise als Zeremonialobjekt verwendete große nangara (namentlich von arabisch naqqāra abgeleitet) und die kleinere kwelli dürfen von allen erwachsenen Männern gespielt werden. Ausschließlich Schmiede schlagen die kleine leichte kidi während sie tanzen. Hauptsächlich die Schmiede blasen das Einfachrohrblattinstrument bihil, wie überhaupt die meisten musikalischen Aktivitäten zu den Aufgaben der Schmiede gehören. Allein Schmieden ist es in jedem Lebensalter gestattet, öffentlich zu singen, wobei sie sich mit der kidi begleiten. Schmiede haben bei Hochzeiten und anderen Festen die Aufgabe von Berufssängern (Griots).
Einen die Musik betreffenden gesellschaftlichen Wandel brachte die Einführung von Musikkassetten ab den 1970er Jahren. Durch die Weitergabe von Kassetten wurden manche bislang nur in kleinen Kreisen geschätzte Lautenspieler weithin bekannt. Dennoch blieb es undenkbar, dass diese Musiker öffentliche Konzerte vor einem größeren Publikum geben. Der Bürgerkrieg zwischen der Rebellengruppe FROLINAT und dem tschadischen Präsidenten François Tombalbaye zwang viele junge Teda in den 1970er Jahren zur Flucht in die Städte. Zur Pflege ihrer heimatlichen Kultur trafen sie sich dort in Jeunesse du B.E.T genannten Jugendzentren, die ähnlich wie die Zusammenkünfte in den Zeltlagern als Begegnungsstätte dienten.
Das instrumentale Spiel der keleli ist einzigartig im Verbreitungsgebiet der Binnenspießlauten. Die Vorstellung, dass die keleli „spricht“, gilt analog auch für die Fiedel kiiki der Teda und dies verbindet sie mit einigen anderen afrikanischen Musikinstrumenten, etwa der Flöte oja in Nigeria. Die keleli und ihre Musik sind für die Tebu das wesentliche Merkmal ihrer kulturellen Identität.
Neben den traditionellen Musikstilen hat sich eine moderne Musik entwickelt, in der die bisherigen kulturellen Schranken aufgehoben sind, indem Unvereinbarkeiten wie das Lautenspiel, ein Gesang von Männern und die schrillen Freudenrufe der Frauen zusammenkommen. Diese städtische Musik der Jugend, die in den Jugendzentren gespielt wird, enthält noch typische Melodiefolgen der Tebu.

## Diskografie
- Tchad: Musique Du Tibesti. Feldaufnahmen von Monique Brandily bei den Teda im Tibesti 1965, 1969, 1974 und 1979. Collection du Centre national de la recherche scientifique et du Musée de l’homme. CD von Le Chant du Monde, 1990, Titel 10, 11, 13